# Przetacznik pierzastosieczny
Przetacznik pierzastosieczny (Veronica jacquinii Baumg.) – gatunek rośliny należący do rodziny babkowatych (Plantaginaceae), w systemach XX-wiecznych klasyfikowany zwykle do trędownikowatych (Scrophulariaceae). Rodzimy obszar występowania obejmuje wschodnią i południowo-wschodnią Europę, Azję zachodnią i Kaukaz. W Polsce gatunek bardzo rzadki, występuje prawdopodobnie tylko w południowo-wschodniej części kraju (brak szczegółowych informacji o występowaniu).

## Morfologia

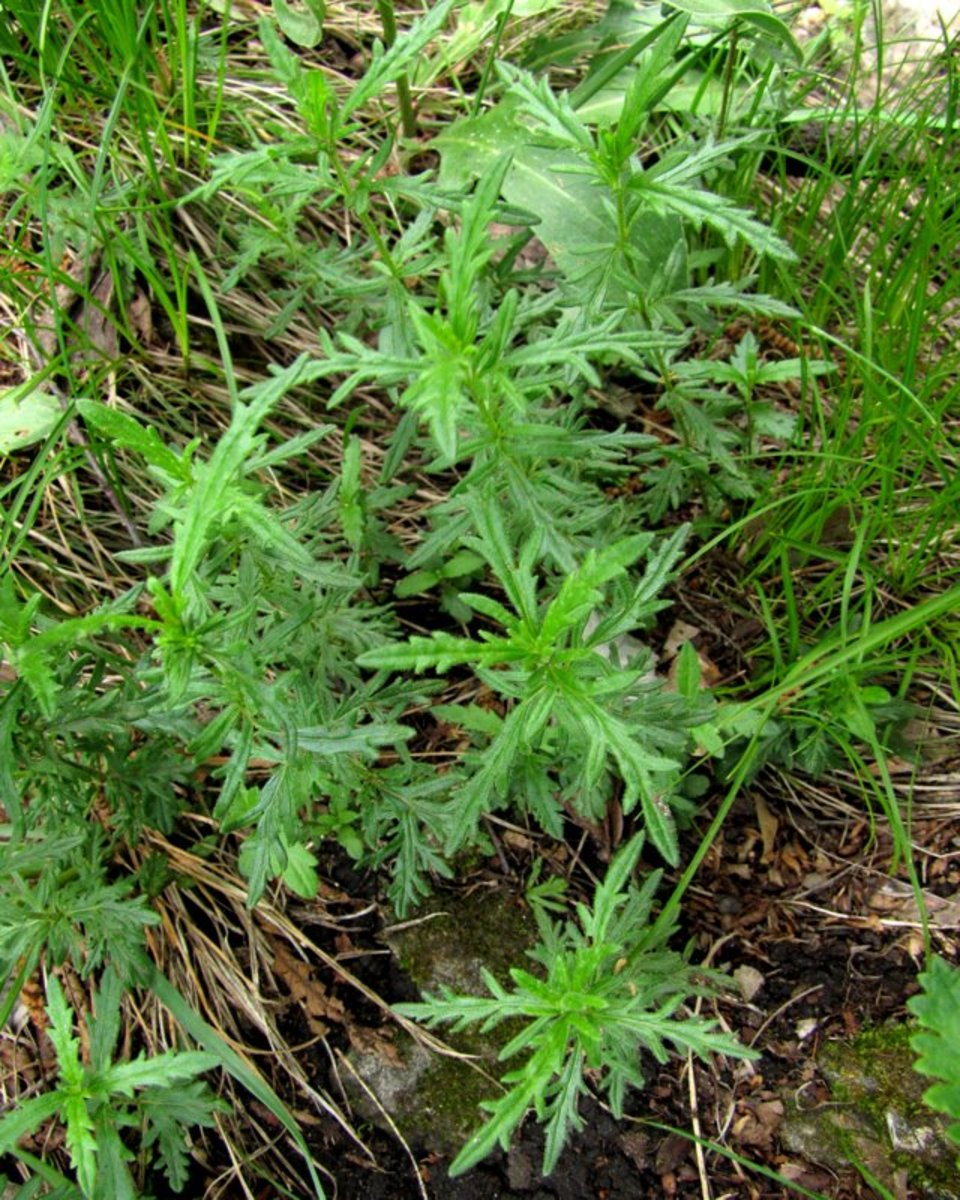
Liście

ŁodygaWzniesiona, obła, o wysokości 20–50 cm.
LiścieDolne oraz środkowe są pojedynczo lub podwójnie pierzastosieczne lub pierzastodzielne, o równowąskich, siedzących odcinkach. Liście górne są pojedyncze lub słabo tylko podzielone. Przysadki o lancetowatym kształcie i nie dłuższe od szypułki kwiatu.
KwiatyCiemnoniebieskie, zebrane w długie grono na szczycie łodygi. Korona o średnicy 7–10 mm, o wąskojajowatych i dość ostro zakończonych łatkach. Kielich owłosiony złożony z 5 nierównych działek.
OwocWycięta na szczycie i owłosiona torebka.

## Biologia i ekologia
Bylina. Kwitnie od maja do lipca.